# Titularis

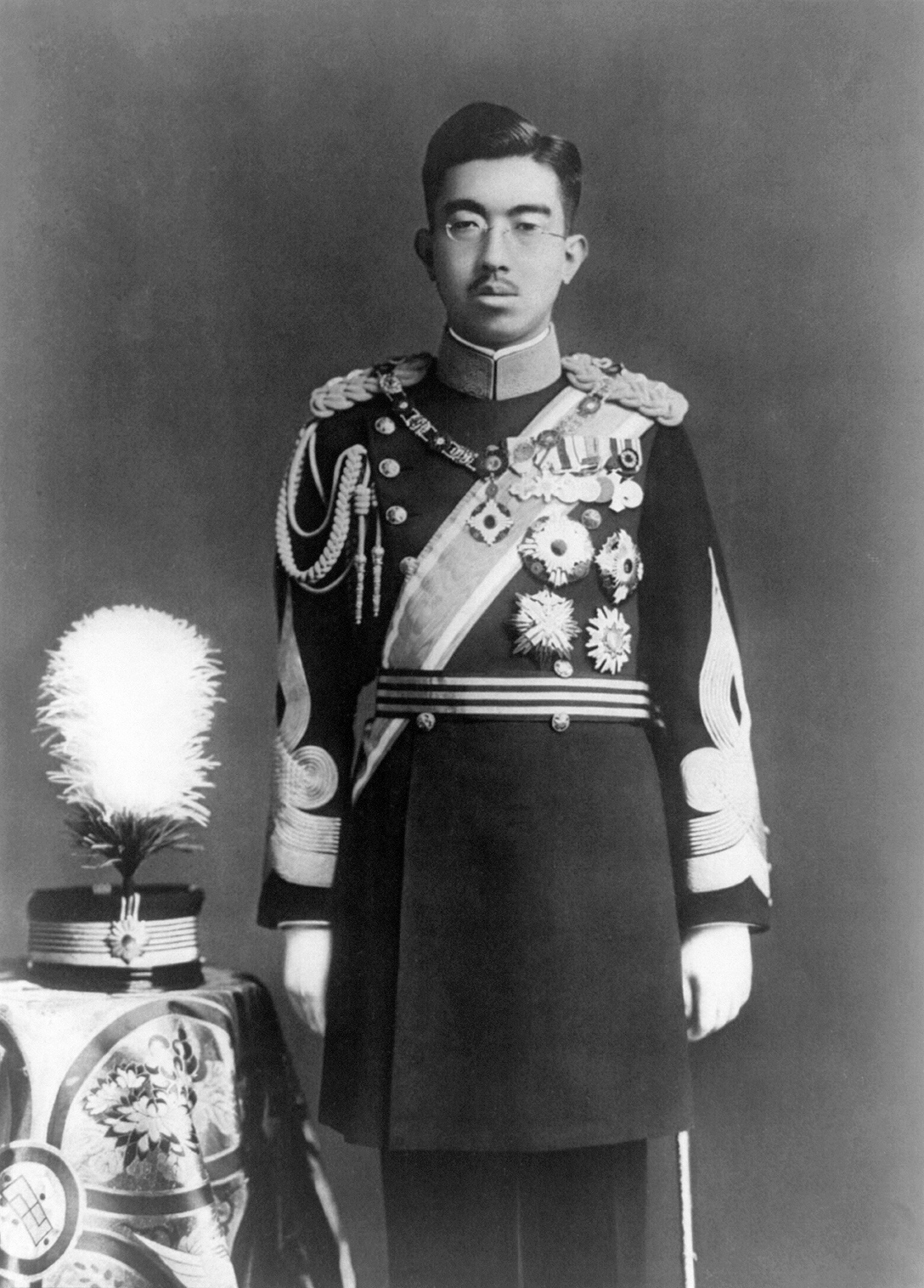
Keizer Hirohito was van 1948 tot aan zijn dood in 1989 de titularis van Japan.

Een titulaire heerser of titularis is een persoon die een formele leiderschapspositie bekleedt, maar slechts over beperkte of geen daadwerkelijke bevoegdheden beschikt. In sommige gevallen kan een titularis echter meer invloed uitoefenen dan op basis van de functie verwacht zou worden, bijvoorbeeld vanwege diens persoonlijkheid of ervaring. Het begrip ‘titularis’ is niet uitsluitend van toepassing op politieke functies, maar kan ook betrekking hebben op andere vormen van organisaties of instellingen zoals bedrijven.

## Etymologie
Het begrip titularis is afgeleid van het Latijnse titulus (titel) in combinatie met het Engelse achtervoegsel -ar, dat "behorend tot" of "van betrekking op" betekent.

## Gebruik
In de meeste parlementaire democratieën van vandaag de dag is het staatshoofd geëvolueerd tot, of vanaf het begin ingesteld als, een functie met een louter ceremoniële of symbolische rol. In het eerste geval beschikt het staatshoofd formeel nog over aanzienlijke bevoegdheden die in de grondwet zijn vastgelegd, maar kan deze in de praktijk niet langer uitoefenen vanwege historische ontwikkelingen binnen het land. In het tweede geval wordt in het constitutionele kader expliciet vastgelegd dat de rol van het staatshoofd geen daadwerkelijke macht omvat. Staatshoofden met een dergelijke functie worden doorgaans gezien als symbolen van de eenheid of identiteit van het volk dat zij representeren.

### Voorbeelden
- Napoleon II, die kortstondig de titel van keizer der Fransen droeg na de tweede abdicatie van zijn vader in 1815.
- Hirohito, de keizer van Japan, die na de Japanse capitulatie in de Tweede Wereldoorlog zijn keizerlijke titel behield maar feitelijk zonder macht bleef.
- De presidenten van Israël en Ierland vervullen hoofdzakelijk ceremoniële functies en zij worden beschouwd als leiders met een zuiver symbolische rol.
- De president van China vervult doorgaans een ceremoniële functie, tenzij hij tegelijkertijd optreedt als secretaris-generaal van de Communistische Partij, wat gepaard gaat met daadwerkelijke politieke macht.
- De koningen der Belgen en der Nederlanden zijn te beschouwen als titulaire heersers: zij vervullen een symbolische rol als staatshoofd binnen een parlementair systeem en zijn in al hun handelen gebonden aan de grondwet.

## Niet te verwarren met "eponiem"
Een veelvoorkomende verwarring bestaat met het begrip eponiem. Dit verwijst naar een persoon naar wie een instelling, object, plaats of artefact is vernoemd. Zo is Simón Bolívar niet de titularisleider van de Bolívariaanse Republiek Venezuela, maar wel het eponiem ervan.